# Marine Corps Air Station Iwakuni
Base aéronavale d'Iwakuni
La Marine Corps Air Station Iwakuni ou MCAS Iwakuni ( IATA : IWK , ICAO : RJOI , FAA LID : ...) est une base aéronavale de l'United States Marine Corps située dans le delta de la rivière Nishiki, à k2.4m de la gare d'Iwakuni, dans la ville d'Iwakuni (Préfecture de Yamaguchi), au Japon.

## Historique
En 1940, l'armée de l'air japonaise a ouvert une base sur ce site. La base a été contrôlée par l'ONU de 1946 à 1952, bien que l'United States Air Force l'ait utilisée depuis 1950 pour lancer des attaques à partir d'ici pendant la guerre de Corée alors en cours. C'est une base de l'US Navy depuis 1958.
Dans les années 2000, un projet de décharge était en cours qui a créé 790 hectares de terre plein. La piste de la base aérienne a ensuite été déplacée sur ce site pour permettre à la ville de se développer en libérant la zone aujourd'hui utilisée tout en réduisant les nuisances sonores pour la population.

## Utilisation

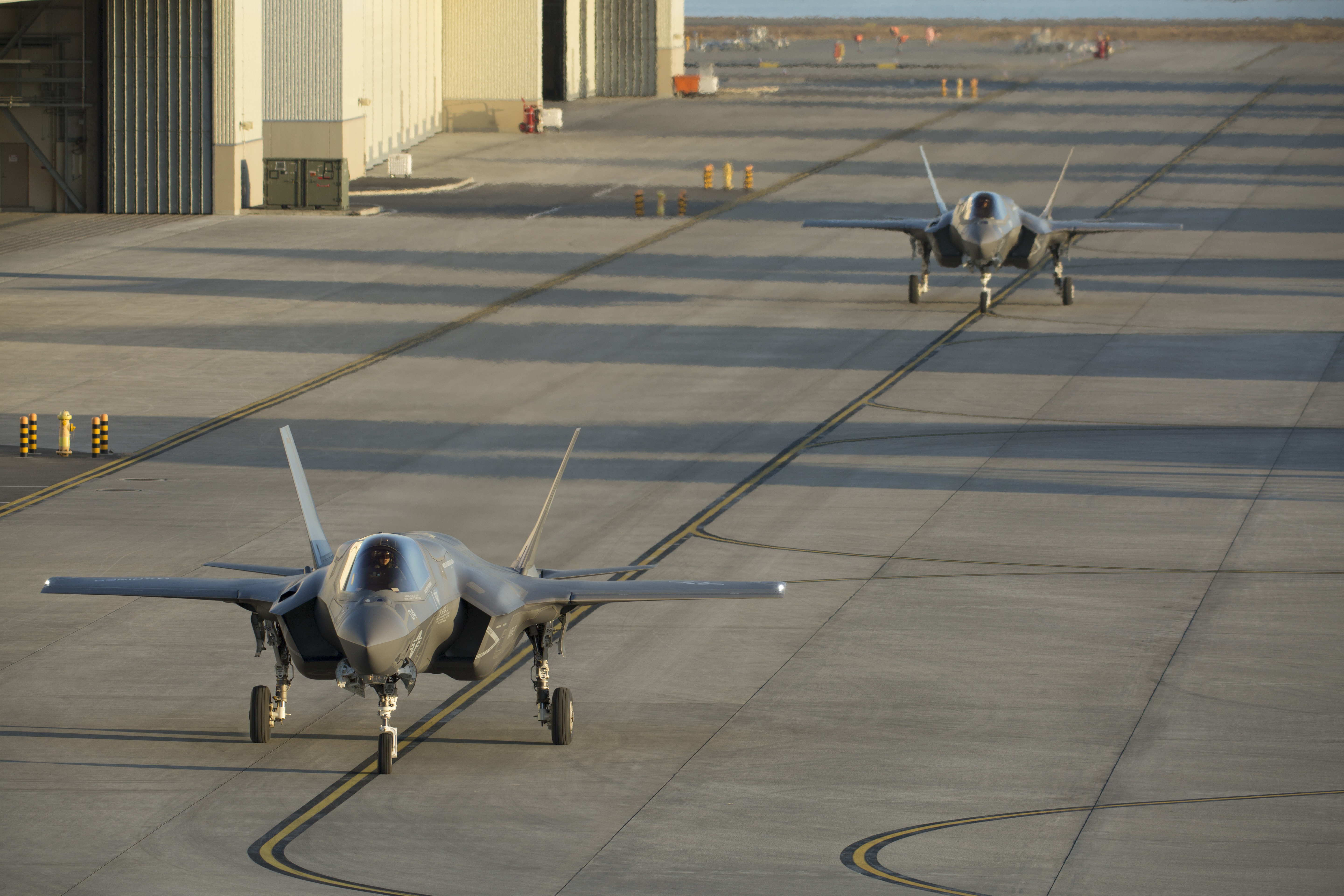
F-35B Lightning II avec Le Marine Fighter Attack Squadron (VMFA) 121

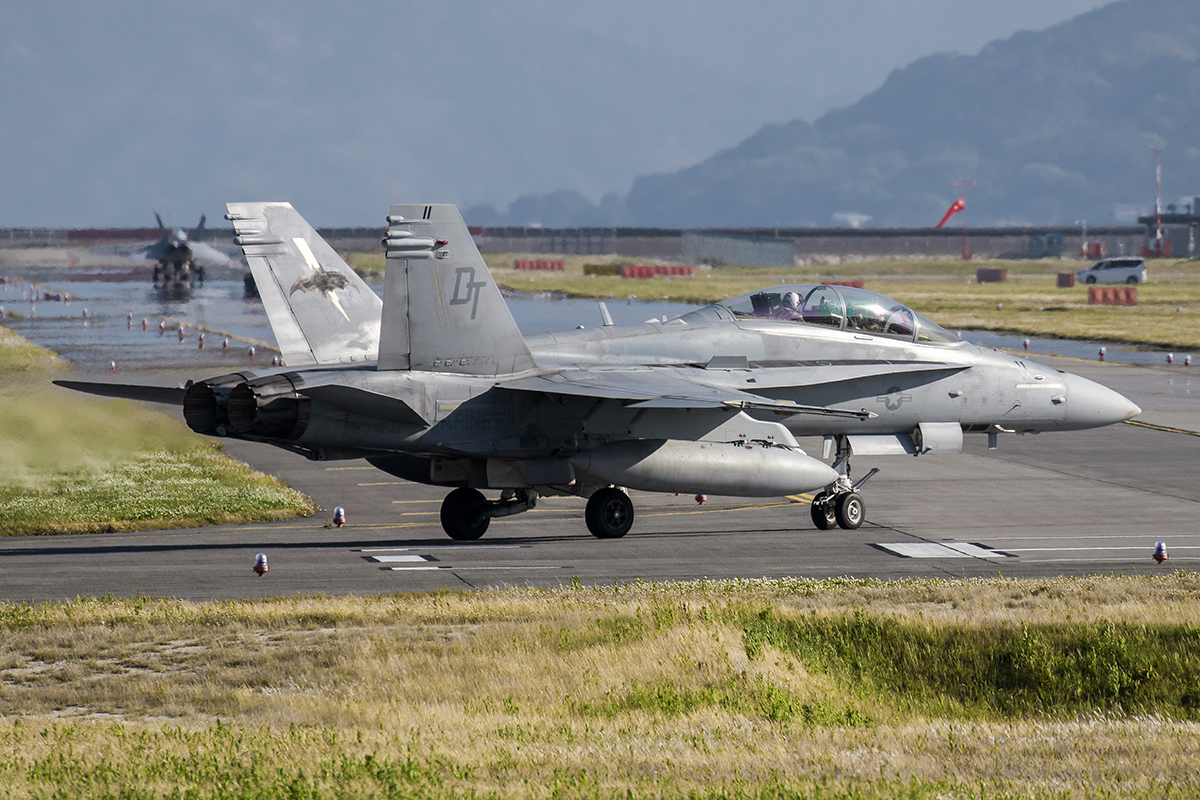
F/A-18D Hornet de VMFA (AW)-242 (2018)

Environ 2 900 soldats sont stationnés à la base. C'est le siège du Marine Aircraft Group 12 de l'US Navy, qui, en plus des éléments de soutien nécessaires, est responsable de trois escadrons volants :
- deux escadrons de F-35B Lightning II (avion multirôle) :
  - Le Marine Fighter Attack Squadron 121 , le VMFA-121 "Green Knights" (depuis 2017),
  - Le Marine Fighter Attack Squadron 242 VMFA-242 "Bats" (depuis 2021)
- un escadron de transport et de ravitaillement C-130 Hercules :
  - Le Marine Aerial Refueler Transport Squadron 152 (VMGR-152 "Sumos" (depuis 2014))
- Ainsi que :
  - Le Marine Aviation Logistics Squadron 12 (MALS-12) "Marauders"
  - Le Marine Wing Support Squadron 171 (MWSS-171) "The Sentinels"
  - Le Combat Logistics Regiment 35 (en) (CL-35)

La base d'Iwakuni accueille aussi :
- Carrier Air Wing Five (CCW-5), depuis 2005
- Fleet Air Force (JMSDF) (en)